# Ландтаг Баварії
Баварський ландтаг (нім. Bayerischer Landtag) — парламент федеральної землі Вільна держава Баварія.
Ландтаг Баварії складається з однієї палати з 1999 року, в 1946-1999 роках в парламенті була і верхня палата, Сенат. 
Парламент обирається раз на п'ять років, вибори проходять в неділю або в свято. Чергові вибори не можуть проводитися раніше, ніж через 59 місяців і пізніше 62 місяців роботи парламенту.
Ландтаг обирає прем'єр-міністра Баварії. Засідання парламенту проводяться в Максиміліаніумі, будівлі в Мюнхені, побудованій у 1857-1874 роках на березі Ізару.
З 1970 року Християнсько-соціальний союз традиційно набирав більше 50% голосів, друге місце посідала Соціал-демократична партія Німеччини.
На виборах 2008 року ХСС набрав лише 43,4%, отримавши 92 місця зі 187. СДПН набрала 18,6% і отримала 39 місць. Також новий парламент вперше в історії Баварії обрав головою жінку — Барбару Штамм.
На виборах 2013 року ХСС набрав 47,7%, отримавши 101 місце зі 180. СДПН набрала 20,6% і отримала 42 місця. 
Істотно інакше склалося розподіл місць в ландтазі після парламентських виборів 2018 року:
- ХСС: 85 місць, 37,2% голосів виборців
- «Союз 90/Зелені»: 38 місць, 17,5% голосів виборців
- «Вільні виборці Баварії»: 27 місць, 11,6% голосів виборців
- «Альтернатива для Німеччини»: 22 місця, 10,2% голосів виборців
- СДПН: 22 місця, 9,7% голосів виборців
- Вільна демократична партія: 11 місць, 5,1% голосів виборців[4].